# Eriogyna tegusomushi
Eriogyna tegusomushi är en fjärilsart som beskrevs av Chujiro Sasaki 1908. Eriogyna tegusomushi ingår i släktet Eriogyna och familjen påfågelsspinnare. Inga underarter finns listade i Catalogue of Life.